# Missioners Combonians del Cor de Jesús
Els Missioners Combonians del Cor de Jesús (en llatí Missionarii Comboniani Cordis Iesu), primer anomenats Fills del Sagrat Cor de Jesús (Congregatio Filiorum S. Cordis Iesu), formen un institut religiós masculí de dret pontifici, concretament una congregació clerical. Els seus membres, coneguts com a Combonians, posposen al seu nom les sigles M.C.C.I. o M.C.C.J.

## Història
La congregació fou fundada per Daniele Comboni (1831-1881), que havia estudiat a l'institut veronès de Nicola Mazza, que estava vincultat a l'obra d'evangelització dels pobladors de l'Àfrica central. El 1854 Comboni fou ordenat sacerdot i el 14 de febrer de 1858 s'establí al vicariat apostòlic de l'Àfrica Central, a Khartoum (Sudan) amb cinc companys missioners. Les malalties i el clima van causar la mort dels companys i en 1859 Comboni deixa l'Àfrica i torna a Itàlia.
En arribar-hi, Comboni prepara un Pla per a la regeneració de l'Àfrica: pensa que cal implicar la població local en l'activitat missionera, per la qual cosa cal crear centres d'acolliment on batejar i educar els joves indígenes, que així podran continuar la tasca de catequesi entre els seus iguals com a sacerdots o diaques. Per aconseguir-ho, va fer xerrades per tot Europa exposant la seva idea i volgué implicar congregacions que ja treballaven en Àfrica.
Aprofitant el Concili Vaticà I, Comboni preparà un document que presentà als bisbes reunits per tal de cercar-hi suport, però la suspensió del concili no va permetre que el document s'hi discutís. L'1 de juny de 1867, Comboni obrí a Verona un seminari per a la formació de clergues que volguessin anar com a missioners a Àfrica. Va prendre com a model la Societat per a les Missions Externes de París, companyia de sacerdots i laics que, sense vots religiosos, treballaven en comunitat.
Amb aquest model i els voluntaris del seminari formà una societat que anomenà Fills del Sagrat Cor de Jesús, que fou aprovada com a congregació de dret diocesà el 8 de desembre de 1871. La direcció espiritual i l'ensenyament es confiaren als jesuïtes. El 31 de juliol de 1877 Comboni fou nomenat vicari apostòlic de l'Àfrica Central i tornà a Khartoum, on viuria fins a morir en 1881.

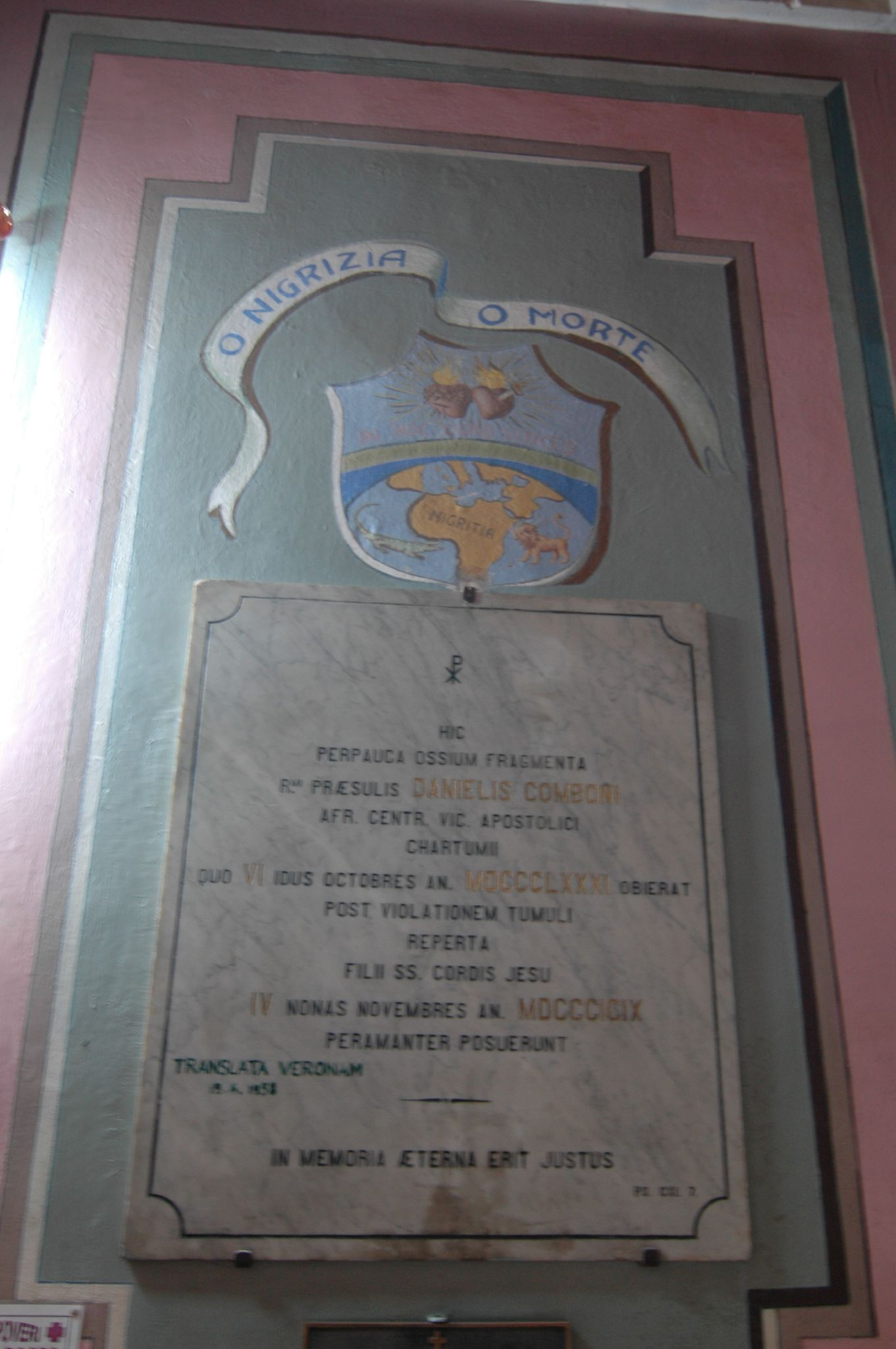
Làpida en una església d'Assuan (Egipte), amb l'antic emblema de la congregació

La mort del fundador coincidí amb una etapa crítica per a la congregació. La guerra de Mahdi impedí als missioners de continuar treballant al Sudan. Francesco Sogaro, primer successor de Comboni, el 1885 transformà la societat en congregació de vots simples; els membres més antics no hi estigueren d'acord: pensaven que la pràctica religioso quotidiana destorbaria l'activitat missionera. La discussió acabà quan la Congregació de Propaganda Fide aprovà la transformació.
La victòria de les tropes angloegípcies van fer que els combonians tornessin al Sudan. La nova congregació rebé el decretum laudis pontifici el 7 de juny de 1895. En 1899 Antonio Maria Roveggio, successor de Sogaro, considerant que ja era una congregació madura, va deixar d'encarregar als jesuïtes l'educació dels missioners. El 19 de febrer de 1910 la Santa Seu aprovà definitivament l'institut i les seves constitucions.
La congregació va dividir-se en dos blocs: un de format pels religiosos italians i l'altre per religiosos de països germànics. Les dues faccions es distanciaren durant els anys de la Primera Guerra Mundial. El 27 de juliol de 1923 la Santa Seu va separar la branca germànica de l'institut: la congregació mare va rebre el nom de Missioners Fills del Sagrat Cor de Jesús, aprovada el 18 de març de 1924.
El Concili Vaticà II, que instà els instituts religiosos a recuperar-ne els carismes originals, va reeixir l'apropament de les dues branques: el 2 de setembre de 1975 els capítols generals que tingueren lloc a Ellwangen van ratificar la unió dels dos instituts. El 22 de juny de 1979 la unió fou sancionat per la Santa Seu.

## Activitats i difusió
Els combonians es dediquen a l'apostolat missioner en poblacions encara poc evangelitzades, especialment a Àfrica.
Són presents a Europa (Àustria, França, Alemanya, Irlanda, Itàlia, Polònia, Portugal, Regne Unit, Espanya), Àfrica (Benín, República Centreafricana, el Txad, República Democràtica del Congo, Ghana, Egipte, Eritrea, Etiòpia, Kenya, Malawi, Moçambic, Sud-àfrica, Sudan, Togo, Uganda, Zàmbia), Amèrica (Brasil, Canadà, Xile, Costa Rica, Equador, El Salvador, Guatemala, Mèxic, Nicaragua, Perú, Estats Units) i a Àsia (Filipines, Macau, Taiwan). La casa generalícia és a Roma.
En acabar 2008 la congregació tenia 328 cases i 1.803 religiosos, dels quals eren sacerdots 1.296.